# Ноксон, Марти
Ма́рти Но́ксон (англ. Marti Noxon, род. 25 августа 1964) — американский сценарист и продюсер. Ноксон добилась известности как сценарист и исполнительный продюсер сериала The WB «Баффи — истребительница вампиров», над которым она работала с 1997 по 2003 год. Ноксон также работала над его спин-оффом, сериалом «Ангел», с 1999 по 2002 год.
Ноксон создала и произвела сериалы «Спокойная жизнь» (2003—2004), «Пойнт-Плезант» (2005—2006) и «Гигантик» (2010—2011), а также в разные годы работала сценаристом и исполнительным продюсером над сериалами «Побег», «Братья и сёстры», «Анатомия страсти», «Частная практика», «Безумцы», «Хор» и «Реанимация». В 2014 году, Ноксон выступает в качестве создателя и исполнительного продюсера сразу двух сериалов, «Нереально» и «Руководство подруг к разводу». В 2018 состоялась премьера её сериалов «Диетлэнд» и «Острые предметы».
В дополнение к своему телевизионному резюме, Ноксон выступила сценаристом кинофильмов «Немного безобидного секса» (1998), «Я — четвёртый» (2011), «Ночь страха» (2011) и «До костей» (2017), последний из которых она также срежиссировала.